# Jean Thévenot (journaliste)
Pour les articles homonymes, voir Thévenot.
Jean Thévenot est un journaliste français né le 11 juillet 1916 à Givors (Rhône) et mort le 15 juillet 1983 dans le 16e arrondissement de Paris.

## Biographie
Jean Thévenot, passionné du micro et du son, fait ses débuts à la radio en 1935. Il a soutenu une thèse en sciences sociales et politiques sur le sujet de Télévision, cinéma, radio.
À la Libération, il devient secrétaire général de la Radio française et anime les Chasseurs de sons des Radio-clubs dans la série d'émissions C'était la France. Il collabore à plusieurs revues de cinéma, notamment L'Écran français et Image et Son.
Plus tard, dans les années 1960, il anime des émissions de télévision, dont Le Grand Voyage.

## Prix Jean Thévenot
Chaque année, la médaille Jean Thévenot, à l'effigie de Charles Cros, récompense les lauréats du concours d'enregistrements des Chasseurs de sons.

## Publications
- L'âge de la télévision et l'avenir de la radio, Les Éditions ouvrières, 1946, 184 p.
- 30 ans d'antenne : Ma radio et ma télé des années 50, Paris, préf. de Max Pol Fouchet, L'Harmattan, 2009, 346 p.
- Hé ! La France, ton français fout le camp ! éditions Duculot (Belgique), 1976, 175 p. Prix Pol-Comiant de l’Académie française en 1977
- Cinéma d'exploration, cinéma au long cours, éditions Chavane.
- TV, en collaboration avec Jean Queval, Gallimard.